# Rites of Spring (Album)
Rites of Spring ist das erste und gleichzeitig letzte Studioalbum der gleichnamigen Band. Es erschien erstmals 1985.

## Produktion und Veröffentlichung
Die auf Rites of Spring enthaltenen Lieder wurden allesamt im Frühjahr 1985 aufgenommen und unter anderem von Ian MacKaye und Michael Hampton produziert. Das Album selbst erschien im Juni desselben Jahres als Vinyl über das Label Dischord Records.
1987 wurde es ein weiteres Mal, diesmal auf CD und Kassette, veröffentlicht. Auf der Wiederveröffentlichung fanden sich neben den zwölf Titeln ebenfalls die Lieder Other Way Around und vier weitere aus der kurz darauf veröffentlichten EP All Through a Life.
Das 1991 erschienene Kompilationsalbum der Band, End on End, wird vom gleichen Coverdruck geziert, wie auch schon Rites of Spring.

## Titelliste
Vorderseite
1. Spring – 2:09
2. Deeper Than Inside – 2:17
3. For Want Of – 3:09
4. Hain's Point – 2:08
5. All There Is – 2:54
6. Drink Deep – 4:54

Rückseite
1. Theme – 2:19
2. By Design – 2:38
3. Remainder – 2:30
4. Persistent Vision – 2:21
5. Nudes – 2:48
6. End On End – 7:23

## Erfolge
- Platz 30 in Kurt Cobains 50 Lieblingsalben[1]
- Platz 96 in den von Pitchfork gewählten 100 besten Alben der 80er[2]